# 今井麻美のニコニコSSG
『今井麻美のニコニコSSG』（いまいあさみのニコニコエスエスジー）は、ファミ通.comを運営するKADOKAWA Game Linkageの制作により、ニコニコチャンネルと連携した形でニコニコ生放送で2016年1月12日から配信されているインターネット番組、およびパーソナリティを務める今井麻美の冠番組。

## 概要
ファミ通.comで配信されていた『今井麻美のSinger Song Gamer』の内容を引き継いだインターネット番組として2016年1月12日からニコニコ生放送にて配信開始。初回は生配信として配信され、第2回からは隔週で収録配信と生配信であったが、その後は隔週のみの配信番組となり生配信となっている。また、本配信後には、ニコニコチャンネルのチャンネル会員向けにおまけパートが配信される。
内容は、ゲームが好きな今井がミラクルなゲームプレイを見せるといったものとなっており、赤裸々トークやスタッフとの雑談混じりといったトークを展開するものである。
2019年6月11日（第88回）配信分からはYouTube Liveでの同時配信も行われている。YouTubeチャンネルでの配信は、2022年6月配信分まで「ファミ通TUBE」で行われていたが、2022年7月配信分より単独チャンネルに移行（2022年6月から単独チャンネル自体をプレオープンしている）。
前身番組と同様に今井がゲームを紹介する内容だが、不定期にゲストが来た場合は、前身番組と同様の体制でゲストとのトークコーナーが設けられる。

## 配信
- 配信サイト：ニコニコ生放送[注 1]、YouTube Live
- 配信時間：隔週火曜日 20:00 - 21:30
  - 21:00以降はニコニコチャンネル会員限定、およびYouTubeチャンネルメンバーシップ限定の配信[6]。

## 番組コーナー
一部のコーナーは『今井麻美のSinger Song Gamer』から引き継がれている。
- ふつおた「ミンゴスだよ！おたよりコーナー」

今井が、本番組宛に届いた普通のお便り（ふつおた）に答えるコーナー。
- ファミ選！

ファミ通編集部から派遣された「謎の司令官」がおすすめするゲームを今井がプレイして紹介していくメインコーナー。
- SSGアンテナ

ゲームやアニメ以外の職業の人物に話を伺いつつ、あらゆるものについて最先端を受信し体験していくコーナー。
- テーマメール

おまけ配信コーナー。毎月異なるテーマでリスナーにメールを募集するコーナー。
- ミンゴスミュージックムービープレイヤー

おまけ配信コーナー。今井の楽曲に合った写真を募集し、その写真から番組オリジナルでムービーを作るコーナー。
終了したコーナー
- たぎれ！ミンゴス

今井に教えたい「流行りワード」を募集し、そのワードを最新の流行を追いかけるコーナー。
- ミンゴスキャラバン

全国各地の土産や観光地、施設、ゆるキャラ等を紹介し、それらを今井が応援するコーナー。
- ミンゴスドラマティックトーク

絶対にドラマの話に繋がりにくいトークテーマを募集し、今井がどんな話題でもドラマの話に変えるといったコーナー。